# 卡諾帕斯群島
卡諾帕斯群島（英語：Canopus Islands）是南極洲的群島，位於麥克羅伯特森地，處於克朗群島以北的霍姆灣東部，根據挪威探險隊拍攝的空中照片繪入地圖，現時由南極條約體系管理。